# Oktawian Augustynowicz
Oktawian Augustynowicz (ur. około 1817 na Wołyniu, zm. w 1887 w Petersburgu) – polski filantrop, generał armii rosyjskiej. 
Absolwent liceum w Klewaniu na Wołyniu, w 1835 r. podjął studia prawnicze na Uniwersytecie Kijowskim. Po rozbiciu organizacji Konarskiego przez władze carskie Augustynowicz jako zaangażowany w ten ruch został aresztowany, a później wcielony do armii rosyjskiej i studiów nie ukończył. Służył na Kaukazie, a później w oddziałach gwardyjskich w Carskim Siole osiągając stopień generała majora. Mieszkając już w Petersburgu stworzył fundusz stypendialny dla polskich studentów w tym mieście, na co zapisał swój majątek.